# Trần Thang
Trần Thang (chữ Hán: 陳湯; ? – 6 TCN), tên tự là Tử Công, người Hà Khâu Sơn Dương, tướng lĩnh thời Tây Hán.

## Tiểu sử

### Thuở hàn vi
Trần Thang thuở nhỏ thích đọc sách, tính tình phóng khoáng, nhưng vì nhà nghèo nên không được dân làng coi trọng. Về sau lưu lạc đến Trường An, quen biết Phú Bình hầu Trương Bột. Năm Sơ Nguyên thứ 2 (năm 47 TCN), Hán Nguyên Đế xuống chiếu cầu hiền, Trương Bột bèn dâng biểu tiến cử Thang ra làm quan. Trong khi chờ đợi triều đình phân phối chức quan, Trần Thang được tin cha mất nhưng không về chịu tang nên bị hạ ngục. Trương Bột bị triều đình khiển trách và tước mất hai trăm hộ thực ấp. Về sau, nhờ có người tiến cử mãi, Trần Thang mới được bổ nhiệm làm quan Lang. Trần Thang xin được đi sứ Tây Vực, nhung phải mấy năm sau mới được làm phó hiệu úy Đô hộ phủ ở Tây Vực và cùng hiệu úy Cam Diên Thọ phụng mệnh đi sứ Tây Vực.

### Thảo phạt Hung Nô
Ngày đó, tình hình Tây Vực còn lắm phức tạp. Thời Hán Tuyên Đế, năm vị Thuyền Vu tranh giành vương vị. Trong số đó có Thuyền Vu Chế Chi giở võ lực đứng đầu cả ba nước: Hồ Yết, Kiên Côn và Đinh Linh, thế nước mỗi ngày một mạnh, đến mức lăng nhục sứ thần nhà Hán Giang Nãi Thủy, giết chết sứ giả Cốc Cát. Do sợ quân Hán báo thù nên mới chạy về Khang Cư nương náu, lại còn được vua nước này gả con gái cho. Chế Chi nhiều lần mượn quân tập kích nước láng giềng Ô Tôn, đánh vào Xích Cốc Thành, bắt người, cướp của, chiếm đoạt gia súc. Ô Tôn không dám chống trả. Thế lực của Chế Chi mỗi ngày một mạnh, tự xưng bá chủ, lấn lướt vua nước Khang Cư. Đồng thời còn cho sứ giả đến các nước Hạp Tô, Đại Uyển bức họ hàng năm phải tiến cống. Triều Hán ba lần phái sứ giả đến Khang Cư đòi lại thi thể của Cốc Cát đều bị Chế Chi lăng nhục.
Năm Kiến Chiêu thứ 3 (năm 36 TCN) Trần Thang và Cam Diên Thọ phụng mệnh triều đình xuất quân sang Tây Vực tiến đánh Thuyền Vu Chế Chi. Trần Thang vạch kế hoạch lấy cánh quân ở đồn điền liên minh cùng với quân Ô Tôn đánh thẳng Chế Chi, nhưng Cam Diên Thọ vẫn phân vân chưa quyết, lấy cớ dâng sớ về triều hỏi ý kiến. Trần Thang không thể chờ đợi lâu bèn quyết định giả truyền thánh chỉ, triệu tập binh lính đồn điền và binh lính nước Xa Sư. Cam Diên Thọ lúc này đang ốm nặng nghe vậy vội vàng ngăn cản nhưng không được đành phải nghe theo.
Trần Thang và Cam Diên Thọ tập hợp đại quân được bốn vạn người chia thành sáu hiệu: ba hiệu tiến về hướng nam đến Thông Lĩnh, Đại Uyển; ba hiệu còn lại đi về hướng bắc vào Xích Cốc, qua Ô Tôn và biên giới Khang Cư. Thang lấy ân uy ra phủ dụ Khang Cư, được nước này tình nguyện mở đường chỉ lối vào nơi ở của Chế Chi. Sau đó đại quân tiến thẳng tới thành đô Lại Thủy, bày binh bố trận cách thành ba dặm. Cam Diên Thọ và Trần Thang quan sát hồi lâu rồi mới lệnh cho binh sĩ vây thành, bắn bị thương những tên lính gác. Hai bên bắt đầu cuộc chiến bằng cung tên thật dữ dội. Được tin quân Hán tiến công, Thuyền Vu Chế Chi đã tính đường tháo chạy. Tới khi quân Hán đánh rát quá, Thuyền Vu Chế Chi mình mặc giáp trụ cùng thê thiếp và tùy tùng bước lên mặt thành cố thủ nhưng đều bị quân Hán bắn bị thương. Thuyền Vu quá sức kinh hãi liền xuống thành, lên ngựa phóng thẳng về cung thất.
Ngày hôm sau, Trần Thang lệnh cho các tướng sĩ đốt lửa đánh thành ở cả bốn mặt, chiêng trống nổi lên hỗ trợ. Quân Hán xông qua khói lửa phá thành. Lúc này, bên cạnh Chế Chi chỉ còn đám tùy tùng và một số quan lại chức sắc, bọn họ hoảng sợ bỏ chạy tán loạn bỏ mặc Thuyền Vu lại một mình. Quân Hán cứ thế xông vào, đâm chết Chế Chi. Quân hầu Đỗ Huân chạy đến chặt thủ cấp của Thuyền Vu, binh lính kéo nhau tới phá ngục cứu được hai sứ giả và tìm thấy những văn thư mà Cốc Cát mang theo. Tướng sĩ vào thành lùng bắt kẻ thù, giết chết đám thê thiếp, thái tử và những vương công được phong; bắt sống quan lại và gọi hàng binh lính địch, rồi giao lại cho các nước tham chiến.

### Luận công ban thưởng
Cuộc chiến lần này thắng lợi, không những đã trừ tiệt được hậu họa lớn ở Tây Vực mà còn giúp nâng cao uy tín của triều Hán trong vùng. Lúc này, Cam Diên Thọ và Trần Thang mới dâng sớ về triều cùng với thủ cấp của Chế Chi. Hai người bọn họ cùng các tướng sĩ đang trên đường trở về quan Tự Đại hiệu úy trong triều cũng xuất phát từ Trường An. Hai bên gặp nhau trên đường và Trần Thang phải dừng lại và bị lục soát. Do triều đình nhân được mật báo Trần Thang sau khi phá xong Chế Chi đã cất giấu không ít châu báu hòng làm của riêng, vì vậy Tự Đại hiệu úy mới cản đường lục soát, chuẩn bị bắt bớ. Trần Thang lập tức dâng sớ kêu oan, Hoàng đế liền hạ lệnh cho quan Tự Đại lui về và các quận huyện, thành ven đường phải bày tiệc tiếp đón đoàn quân thắng lợi trở về.
Sau này, khi luận công ban thưởng ở trong triều, Trung thủ lệnh Thạch Hiển, Khuông Hành cứ một mực phủ nhận công lao của Trần Thang, khiến Hán Nguyên Đế dùng dằng chưa ban thưởng vội. Tông chính Lưu Hướng khuyên mãi Hoàng đế mới hạ chiếu miễn tội giả truyền thánh chỉ của Cam Diên Thọ và Trần Thang rồi để các đại thần bàn chuyện khen thưởng. Bọn Thạch Hiển, Khuông Hành đều chủ trương như cũ. Cuối cùng, Nguyên Đế phong Cam Diên Thọ là Nghĩa Thành hầu, Trần Thang là Quan Nội hầu. Mỗi người còn được ba trăm hộ làm thực ấp, vàng một trăm cân, còn bổ nhiệm Trần Thang là Xạ Thanh hiệu úy, Cam Diên Thọ là Tràng Thủy hiệu úy.  

### Phần đời còn lại
Sau khi Hán Thành Đế kế vị, thừa tướng Khuông Hành lại tâu trình việc Trần Thang cất giấu chiến lợi phẩm tuy là được miễn tội nhưng không được cho làm quan nữa. Thế là Trần Thang bị triều đình miễn chức. Sau đó Trần Thang lại dâng thư lên Thành Đế nói rằng vương tử của vua nước Khang Cư cử đến triều Hán làm con tin là giả mạo. Hoàng đế liền cho người đi xem xét thì phát hiện vương tử đúng là người thật, do vậy triều đình phán ông phạm tội vu cáo và khi quân, bị nhốt vào ngục chờ ngày xử tử. Nhờ có Thái trung đại phu dâng thư ca ngợi công lao khi xưa nên ông mới được Hoàng đế miễn tội nhưng cách hết mọi tước vị, làm một binh sĩ bình thường.
Vài năm sau Đô hộ Tây Vực là Đoạn Hội Tông bị binh mã của Ô Tôn bao vây, Tông liền cử người về triều cầu cứu. Hán Thành Đế vì lo lắng chuyện này nên lập tức triệu kiến Trần Thang vào triều hỏi han kế sách. Trần Thang tấu xin Hoàng đế yên tâm vì quân Hán đủ sức cầm cự trước vòng vây quân địch, quả nhiên ít lâu sau quân thư báo về nói quân Ô Tôn đã giải vây rồi. Nhờ đó ông lại được triều đình tiếp tục nhiệm dụng. Trần Thang được phong làm Tòng sự trung lang, mỗi khi có việc quân quan trọng đều phải xin ý kiến ông. Trần Thang chấp pháp nghiêm minh, sâu sát binh lính, có tác phong của một vị tướng soái. Nhưng vì ông có tật hay nhận hối lộ nên cuối cùng thân bại danh liệt.
Về sau Trần Thang bị miễn chức thành thứ dân, dời về Đôn Hoàng. Được mấy năm thì Thái thú Đôn Hoàng dâng sớ xin cho ông vào sống trong nội địa, thế là Trần Thang được dời vào An Định. Thương cảm cho hoàn cảnh bi đát của Trần Thang, nghị lang Cảnh Dục lại dâng thư mong Hoàng đế quan tâm và chiếu cố đến ông, vì vậy mới được phép về lại Trường An. Ít lâu sau tạ thế. Tới khi Vương Mãng chấp chính, Trần Thang được truy tặng thụy hiệu là Phá Hồ tráng hầu.